# Theridion pigrum
Theridion pigrum är en spindelart som beskrevs av Eugen von Keyserling 1886. Theridion pigrum ingår i släktet Theridion och familjen klotspindlar. Inga underarter finns listade i Catalogue of Life.